# Nağı bəy Şeyxzamanlı
Nağı bəy Saleh bəy oğlu Şeyxzamanlı, ros. Наги Салех оглы Шейхзаманлы, Nagi Salech ogły Szejchzamanły (ur. w 1883 r. w Gandży, zm. w 1967 r. w USA) – azerski działacz narodowy, współpracownik Niemców podczas II wojny światowej, emigracyjny publicysta i pisarz
Od 1905 r. w Gandży był aktywnym członkiem tajnej organizacji "Difai". Na pocz. 1917 r. przeszedł do partii Türk Ədəmi-Mərkəziyyət, która wkrótce połączyła się z Muzułmańską Partią Demokratyczną (Musawat). Od sierpnia 1919 r. przewodniczył azerbejdżańskim tajnym służbom specjalnym pod nazwą Organizacja do Walki z Kontrrewolucją. W marcu 1920 r. udał się na emigrację do Turcji. Opublikował pod pseudonimem szereg artykułów opisujących sytuację społeczno-polityczną z okresu Demokratycznej Republiki Azerbejdżanu. Podczas II wojny światowej przebywał w Niemczech, gdzie wspomagał formowanie ochotniczych oddziałów wojskowych złożonych z Azerów. Zbiór jego artykułów wydało pośmiertnie w 2004 r. Ministerstwo Bezpieczeństwa Publicznego Azerbejdżanu.